# Боуэн, Дэйв
Дэвид Ллойд Боуэн (англ. David Lloyd Bowen, 7 июня 1928, Мастег, Уэльс — 25 сентября 1995, Нортгемптон, Англия) — валлийский футболист, полузащитник. По завершении игровой карьеры — футбольный тренер. Как игрок прежде всего известный по выступлениям за лондонский «Арсенал», а также национальную сборную Уэльса.

## Клубная карьера
Во взрослом футболе дебютировал в 1947 году выступлениями за команду клуба «Нортгемптон Таун», в которой провёл три сезона, приняв участие в 12 матчах чемпионата.
Своей игрой за эту команду привлек внимание представителей тренерского штаба клуба «Арсенал», к составу которого присоединился в 1950 году. Сыграл за «канониров» следующие девять сезонов своей игровой карьеры.
Завершил профессиональную игровую карьеру в нижнелиговом клубе «Нортгемптон Таун», в составе которого уже выступал ранее. Пришёл в команду в 1959 году и защищал её цвета до прекращения выступлений на профессиональном уровне в 1960 году.

## Выступления за сборную
В 1954 году дебютировал в официальных матчах в составе национальной сборной Уэльса. В течение карьеры в национальной команде, которая длилась 6 лет, провёл в форме главной команды страны 19 матчей и забил 1 гол. В составе сборной был участником чемпионата мира 1958 года в Швеции.

## Карьера тренера
Начал тренерскую карьеру, ещё продолжая играть на поле, в 1959 году, возглавив тренерский штаб клуба «Нортгемптон Таун», первый сезон в котором провёл как играющий тренер. Последним местом тренерской работы была национальная сборная Уэльса, которую Дэйв Боуэн возглавлял в качестве главного тренера в течение 1964—1974 годов.
Умер 25 сентября 1995 года на 68-м году жизни в городе Нортгемптон.